# Пігготт (Арканзас)
Пігготт (англ. Piggott) — місто (англ. city) в США, в окрузі Клей штату Арканзас. Населення — 3622 особи (2020).

## Географія
Пігготт розташований за координатами 36°23′7″ пн. ш. 90°12′5″ зх. д. / 36.38528° пн. ш. 90.20139° зх. д. (36.385347, -90.201527).  За даними Бюро перепису населення США в 2010 році місто мало площу 13,60 км², з яких 13,46 км² — суходіл та 0,14 км² — водойми.

## Демографія
Згідно з переписом 2010 року, у місті мешкало 3849 осіб у 1695 домогосподарствах у складі 1055 родин. Густота населення становила 283 особи/км².  Було 1950 помешкань (143/км²). 
Расовий склад населення:
| - 98,0 % — білих - 0,4 % — чорних або афроамериканців - 0,1 % — корінних американців - 0,1 % — азіатів |

До двох чи більше рас належало 1,1 %. Іспаномовні складали 1,6 % від усіх жителів.
За віковим діапазоном населення розподілялося таким чином: 21,7 % — особи молодші 18 років, 55,9 % — особи у віці 18—64 років, 22,4 % — особи у віці 65 років та старші. Медіана віку мешканця становила 43,5 року. На 100 осіб жіночої статі у місті припадало 88,8 чоловіків;  на 100 жінок у віці від 18 років та старших — 84,6 чоловіків також старших 18 років.
Середній дохід на одне домашнє господарство  становив 38 712 долари США (медіана — 28 358), а середній дохід на одну сім'ю — 46 254 долари (медіана — 34 875). Медіана доходів становила 39 375 доларів для чоловіків та 24 718 доларів для жінок. За межею бідності перебувало 26,7 % осіб, у тому числі 37,1 % дітей у віці до 18 років та 15,2 % осіб у віці 65 років та старших.
Цивільне працевлаштоване населення становило 1595 осіб. Основні галузі зайнятості: освіта, охорона здоров'я та соціальна допомога — 23,3 %, виробництво — 19,7 %, роздрібна торгівля — 16,1 %.